# محمد أمين خياطة
محمد أمين بن عبد الرحمن خياطة (1363- 1445 هـ / 1944- 2024 م) عالم ومؤرِّخ سوري، وإمام وخطاط، وأستاذ معلِّم، وأمين المكتبة الوقفية في حلب. مدرِّس الفرائض والأدب والخط واللغة العربية في المدرسة الشعبانية بحلب.

## ولادته وأسرته
ولد محمد أمين بن عبد الرحمن خيَّاطة، في حلب، بتاريخ 15 جُمادى الأولى 1363 هـ الموافق 7 مايو (أيَّار) 1944م. لأسرة علمية كريمة، ذات مكانة رفيعة في المجتمع، فأبوه الشيخ عبد الرحمن من العلماء والمشايخ المعروفين، وكذلك عمومته علماء معروفون في علوم الدين الإسلامي. وأسهمت هذه الأسرة في نشر المعرفة الدينية وتوعية الناس بتعاليم الإسلام. وكان محمد أمين بارًّا بأبيه جدًّا حتى إنه رفض الذهاب إلى الحج في عامي 1974 و1975 بسبب مرض والده، ليتفرَّغ للاعتناء به. وقد توفي والده مساء الأحد 7 مارس (آذار) 1976، وأورثه رحيله ألمًا شديدًا ظلَّ معه حتى آخر حياته.

## دراسته وتحصيله
نشأ محمد أمين في رعاية والده الشيخ عبد الرحمن خياطة، الذي كان منهلَه الدائم للعلم، وأدخله والدُه إلى المدرسة الأسدية وهو يافع، وهي إحدى مدارس العلم الشرعي البارزة. وكانت له غرفة يدرس فيها بالمدرسة، ومكث بها أربع سنوات متتالية، ولم يبيت في بيته طَوال هذه السنوات سوى مرة واحدة كان يذهب لتناول الطعام في منزله ويعود مباشرة للدراسة، لاهتمامه بطلب العلم.
تعلم الخطَّ في الكُتَّاب بتوجيه من والده، على يد الشيخ بدر الدين طمآ والخطاط الكبير إبراهيم الرفاعي.
ودرس على يد شيخ القرَّاء محمد نجيب خياطة الذي كان أولَ من جمع القراءات العشر في مدينة حلب بعد أن شارفت على الاندثار، وكان أولَ من جمع القراءات بعد مئتي سنة. وكل القرَّاء في حلب اليوم تنتهي سلسلتهم إليه. ومن أساتذته الشيخ عبد الله سراج الدين بدءًا من الصف الثامن الإعدادي سنة 1959، درَّسه مادة الحديث الشريف. ودرس أيضًا في المدرسة الشعبانية، والثانوية الشرعية (الخسروية)، وعدد من الجوامع، وأتيحت له الفرصة للدراسة لدى بعض كبار علماء الأزهر الشريف.

## أعماله
عمل أمينًا للمكتبة الوقفية في حلب، وتولى تدريس الفرائض والآداب والخط واللغة العربية في عدَّة مدارس وجوامع في حلب، من أشهرها المدرسة الشعبانية. وكان إمامًا لجامع الموازيني قبل خرابه نتيجة الحرب.
وقد خطَّ العديد من المصاحف بيده، وصحيح البخاري، وعددًا من المخطوطات والمؤلفات الفريدة بقلمه.

## مؤلفاته
1. "رشَحات عيون الحكمة" من بداية النصف الثاني من القرن العشرين. وهو كتاب بخطِّ يده يحوي تراجم أساتذته وكثير من علماء حلب، كتب في آخر الكتاب "تم بهذا التاريخ وأنا في نزوحي الخامس بسبب الحرب الأهلية أسأل الله الفرج".
2. "حلبيات وسوريات" يوميات تاريخية: تراجم، صور تاريخية، شذرات.
3. له بحث "صور من الأوقاف الخيرية عبر العصور الإسلامية".[2]

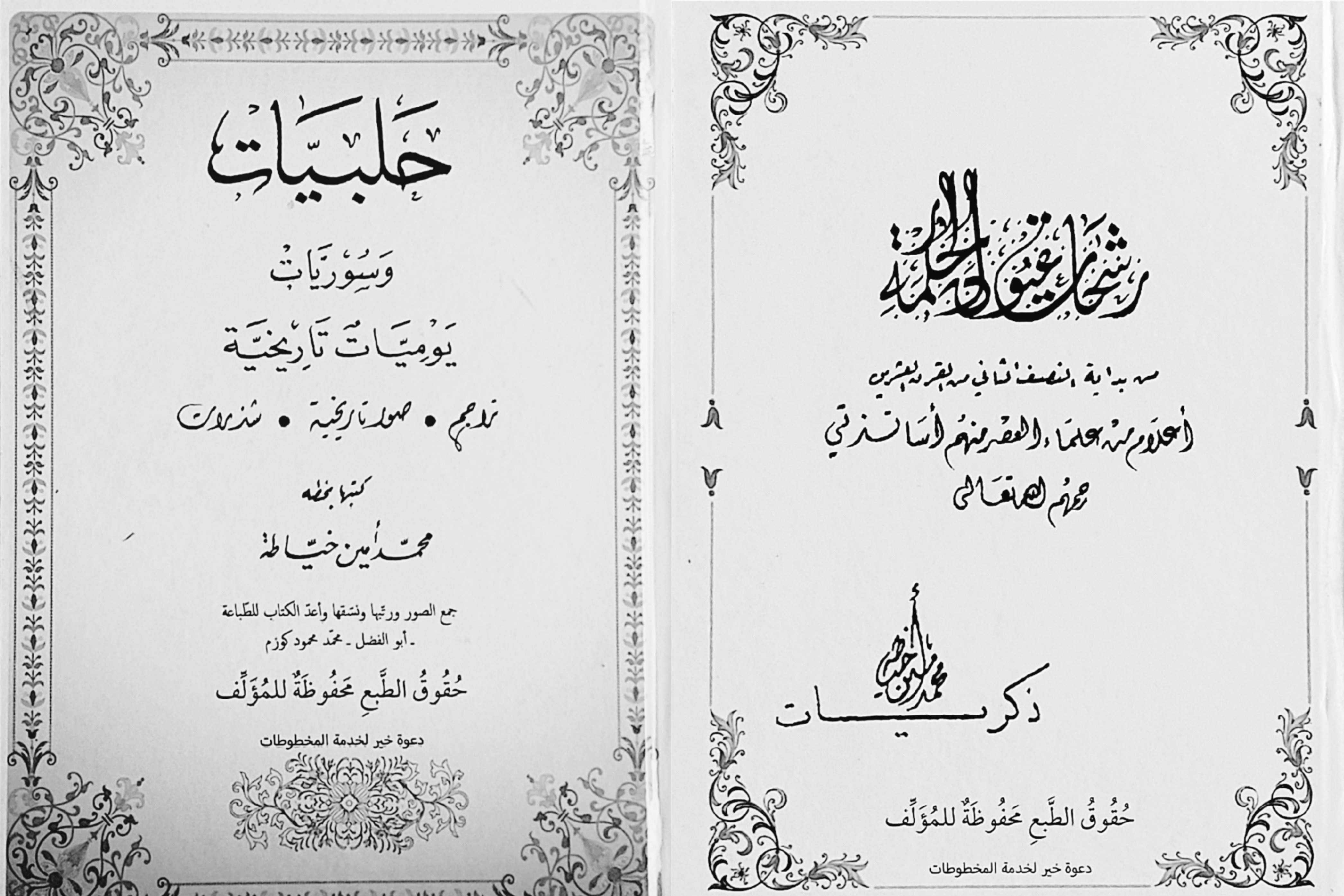

## وفاته

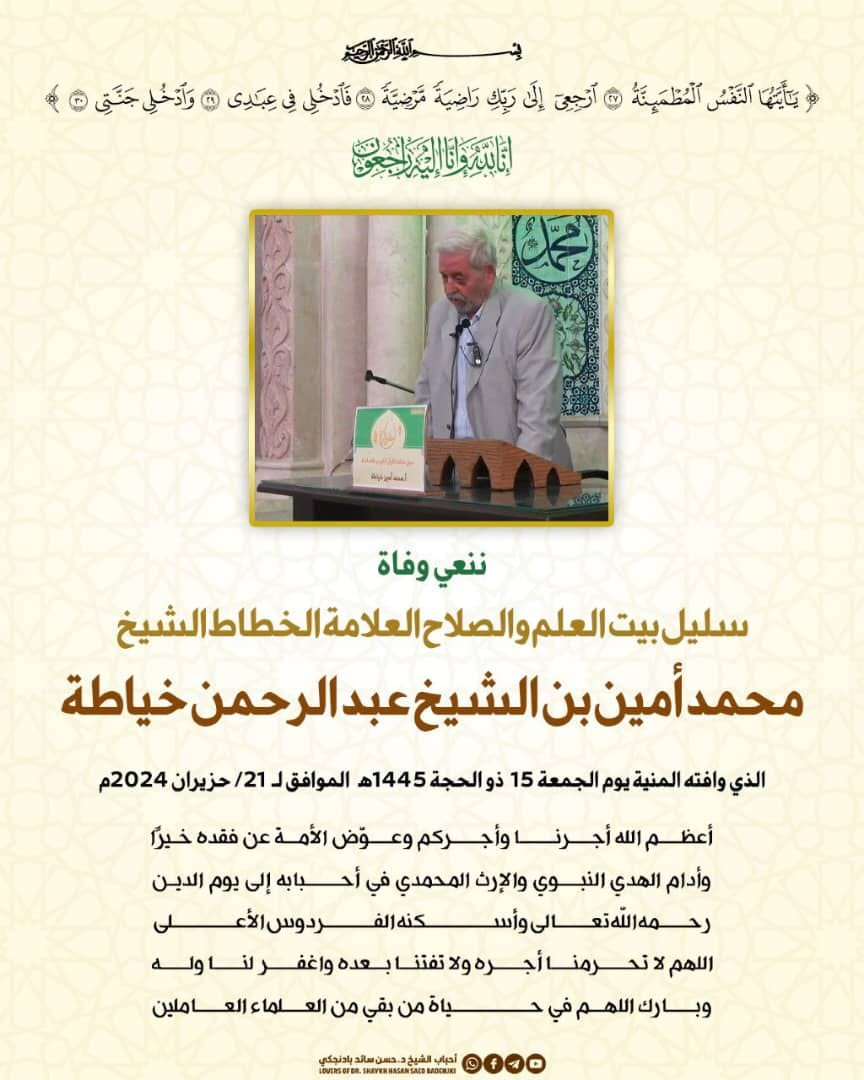
ورقة نعي محمد أمين خياطة

توفي محمد أمين خياطة في حلب، الساعة الحادية عشرة والنصف من صباح يوم الجمعة 15 ذي الحِجَّة 1445هـ الموافق 21 يونيو (حَزِيران) 2024 م، بعد عيد الأضحى المبارك، وصُلي عليه في جامع زين العابدين في حلب الجديدة، ودُفن في مقبرة الفردوس.

## وصلات خارجية
- حول بلاغة القرآن الكريم وفصاحته| أ. محمد أمين خياطة (1)
- حول بلاغة القرآن الكريم وفصاحته| أ. محمد أمين خياطة (2)